# Sara Anne McLagan
Sara Anne McLagan (Belfast, 1.º de abril de 1855 – Vancouver, 20 de março de 1924), nascida Sara Anne Maclure, foi uma editora de jornal canadense nascida na Irlanda e clubwoman, cofundadora e produtora editorial do Vancouver Daily World. Ela é frequentemente descrita como "a primeira produtora feminina de um jornal diário no Canadá"  ou "a primeira editora canadense de um jornal feminino".

## Primeiros anos
Filha de John Cunningham Maclure e Martha McIntyre Maclure, Sara Anne Maclure nasceu perto de Belfast, no Condado de Tyrone. Seu pai mudou-se para New Westminster em 1858, como agrimensor da Royal Engineers. No ano seguinte, mudou-se para o Canadá com a mãe e a irmãzinha, para se juntar a ele.
O pai de Maclure ensinou-lhe sobre a telegrafia. Aos doze anos de idade, quando um grande incêndio florestal ameaçou sua casa em Matsqui (agora parte de Abbotsford), Sara enviou uma mensagem para New Westminster pedindo ajuda. Aos quinze anos, ela foi funcionária na estação telegráfica de New Westminster.

## Carreira

### Telegrafia e jornalismo
McLagan trabalhou na Western Union Telegraph Company em Matsqui e em Victoria, como operadora, testadora, despachante e gerente de escritório, até se casar em 1884. Em 1888 ela foi cofundadora (com seu marido) do periódico Vancouver Daily World. Após a morte de seu marido em 1901, ela continuou como presidente e editora do jornal, o maior diário canadense publicado no oeste de Winnipeg, com seu irmão Frederick S. Maclure. Ela é frequentemente descrita como "a primeira editora feminina de um jornal diário no Canadá". Durante seu mandato, o jornal adicionou uma página feminina. Ela vendeu o jornal para um grupo de empresários em 1905.
McLagan foi uma dos primeiros membros do Canadian Women's Press Club, e do British Columbia Institute of Journalists.

### Liderança no sufrágio feminino
McLagan foi fundadora do Conselho Local de Mulheres de Vancouver e presidente da organização de 1898 a 1900. Ela foi uma líder provincial do Conselho Nacional de Mulheres do Canadá de 1903 a 1907, defendendo o  sufrágio feminino no Canadá e melhores oportunidades de carreira para as mulheres. Ela ajudou a fundar um projeto de Vancouver, intitulado Ordem Vitoriana das Enfermeiras, presidindo a organização de 1902 a 1906, e ajudou a criar uma casa de treinamento de enfermeiras na cidade. Em 1903, ela atuou como presidente da Art, Historical and Scientific Association of Vancouver. Ela também esteve envolvida na Associação Cristã de Mulheres Jovens e na Associação Cristão de Moços da cidade, e ativa no Georgian Club e na Imperial Order Daughters of the Empire (abreviado do inglês: IODE).

### Primeira Guerra Mundial
O único filho de McLagan, Patrick Douglas Maclure McLagan, morreu na Terceira Batalha de Ypres em 1917, na Primeira Guerra Mundial. Em 1920, ela foi presenteada com a "Cruz do Sacrifício" por seu trabalho de socorro pós-guerra com a Cruz Vermelha em Vitry-en-Artois, comuna da França, patrocinado pelo IODE. Ela e sua filha foram os únicos colombianos britânicos na inauguração do Cenotáfio ao Guerreiro Desconhecido na rua de Whitehall, em 1921. Posteriormente, naquele ano, ela escolheu a Igreja Presbiteriana de St. Andrew, em Vancouver, para abrigar uma placa memorial de bronze em memória de seu filho.

## Vida pessoal
Sara Anne Maclure casou-se com o impressor viúvo John McLagan em 1884. Ele tinha um filho adulto, e eles tiveram mais filhos juntos, incluindo quatro filhas: Geraldine (que morreu em 1891), Hazel, Marguerite e Doris, e um filho, Patrick Douglas (que morreu em 1917). Ela morreu em 1924, aos 68 anos, em Vancouver. A partir de 2012, seu túmulo não estava marcado.
Em 2018, a Câmara Municipal de Vancouver a nomeou num espaço público da esquina da West Pender Street e Beatty Street como "Sara Anne McLagan Plaza".